# Scarabaeus ambiguus
Scarabaeus ambiguus es una especie de escarabajo del género Scarabaeus, familia Scarabaeidae. Fue descrita científicamente por Boheman en 1857.
Habita en la región afrotropical (Namibia, Botsuana, provincia del Transvaal, Cabo, Estado Libre de Orange y Natal).

## Descripción
Es una gran especie negra de escarabajo con una longitud adulta de unos 24 mm (0,9 pulgadas). Las patas delanteras están adaptadas para exprimir y manipular estiércol suelto para formar bolas.

## Distribución y hábitat
Es nativo del sur de África, su área de distribución incluye Namibia, Botsuana y Sudáfrica. Su área de distribución se centra en la provincia sudafricana de KwaZulu-Natal y las partes adyacentes del Cabo Oriental, donde se encuentra en praderas altas, sabana arbolada y bosques abiertos, pero evita los bosques espesos y los densos rodales de árboles. Generalmente se encuentra entre elevaciones de entre 1200 y 1550 metros (3900 y 5100 pies).